# AEGON Pro Series Wrexham 2013
L'AEGON Pro Series Wrexham 2013 è stato un torneo di tennis facente parte della categoria ITF Women's Circuit nell'ambito dell'ITF Women's Circuit 2013. Il torneo si è giocato a Wrexham in Regno Unito dal 22 al 28 luglio 2013 su campi in cemento e aveva un montepremi di $25,000.

## Vincitrici

### Singolare
Diāna Marcinkēviča ha battuto in finale  Jovana Jakšić 5–7, 7–5, 6–2

### Doppio
Kanae Hisami /  Mari Tanaka hanno battuto in finale  Anna Smith /  Melanie South con il punteggio di 6–3, 7–6(2)